# Vitrinella stephensae
Vitrinella stephensae is een slakkensoort uit de familie van de Tornidae. De wetenschappelijke naam van de soort is voor het eerst geldig gepubliceerd in 1938 door Fred Baker, G Dallas Hanna & Archibald McClure Strong.